# Budweg Caliper
Budweg Caliper A/S er en dansk producent af bremsekalibre med hovedkvarter og produktion i Odense. De leverer over 4.400 bremsekalibre og 1.900 reparationssæt, hvilket dækker 96 % af personbilsmarkedet i Europa.
I Odense har de en fabrik på 16.600 m2. I 2022 blev virksomheden solgt til amerikanske BBB Industries (der i dag kendes som Terrepower). I Danmark har de ca. 200 ansatte (2024).
Virksomheden blev etableret af Henning Larsen i 1978. I 1999 overtog Henning Larsens søn virksomheden.